# Helmut Goeze
Helmut O. Goeze, auch als Owen Gorin und (in den USA) Helmut Gorin geführt, (* 3. November 1900 in Hamburg, Deutsches Reich; † Mai 1996 in Los Angeles County, Vereinigte Staaten) war ein deutschamerikanischer Filmschauspieler im deutschen Stummfilm und in Hollywood.

## Leben und Wirken
Über Goezes Herkunft und künstlerische Ausbildung ist derzeit nichts bekannt, Theateraktivitäten können nicht nachgewiesen werden. Gleich in dem ersten Film, in dem Goezes Mitwirkung gesichert ist, das Mädchenhandel-Melodram Die weiße Sklavin, 1. Teil: Zwei Eide, verkörperte er die männliche Hauptrolle. Bis Mitte der 1920er Jahre war Goeze vor der Kamera ein gut beschäftigter Darsteller, meist in tragenden Nebenrollen, aber gelegentlich auch in Hauptrollen wie an der Seite Lya de Puttis in Komödianten und in dem Militärdrama Zapfenstreich. Mehrfach wurde er zu dieser Zeit auch als „Owen Gorin“ geführt. 
Kurz nach Ende seiner deutschen Filmarbeit 1925 übersiedelte Helmut Goeze in die Vereinigten Staaten, in der Hoffnung, in Hollywood seine Filmlaufbahn fortsetzen und ausbauen zu können. Doch stattdessen kam dort seine Karriere nach nur wenigen Auftritten (mal als Owen Gorin, mal als Helmut Gorin) zum Erliegen, und nach einer Handvoll Miniaturauftritten im Tonfilm – zuletzt 1936 in der Gruselgeschichte Draculas Tochter – konnte Goeze keine Engagements mehr an Land ziehen. Was er die kommenden sechs Jahrzehnte bis zu seinem Tod in Los Angeles im Alter von 95 Jahren beruflich tat, ist derzeit unbekannt.

## Filmografie
- 1921: Die weiße Sklavin, 1. Teil: Zwei Eide
- 1921: Gitard, König der Abenteurer
- 1922: Der Halunkengeiger
- 1923: Esterella
- 1923: Zwischen Abend und Morgen
- 1924: Garragan
- 1924: Komödianten
- 1925: Leidenschaft
- 1925. …und es lockt ein Ruf aus sündiger Welt
- 1925: Zapfenstreich
- 1925: Die eiserne Braut
- 1928: Die Fahrt ins Feuer (The Awakening)
- 1928: The Pace That Kills
- 1930: Höllenflieger (Hell’s Angels)
- 1931: Monsieur Le Fox
- 1933: Ace of Aces
- 1936: Draculas Tochter (Dracula’s Daughter)